# Sido Rahayu (Waway Karya)
Sido Rahayu is een bestuurslaag in het regentschap Lampung Timur van de provincie Lampung, Indonesië. Sido Rahayu telt 3777 inwoners (volkstelling 2010).